# Livro de Linhagens do Deão
O Livro de Linhagens do Deão, também conhecido como Livro do Deão ou Segundo Livro de Linhagens, é um dos mais antigos nobiliários portugueses.
Traz a data de 1343, mas seu conteúdo indica uma escrita em torno de 1337-1340. Seu autor é desconhecido e foi dedicado a um deão mal identificado, que pode ter sido, conforme Pizzarro, Martim Martins Zote II, deão de Braga, ou, conforme Dias, Gonçalo Esteves, deão de Lamego.
Seu prólogo declara o propósito de descrever a descendência de 30 nobres que viveram no tempo do rei D. Afonso VI de Leão e Castela, mas de fato só desenvolve 23 e de maneira desigual. A genealogia inclui 1.663 indivíduos pertencentes a 423 famílias que floresceram entre os reinados de D. Dinis I e D. Afonso IV de Portugal. O manuscrito foi publicado em forma impressa pela primeira vez por D. António Caetano de Sousa, e depois por Alexandre Herculano em sua Portugaliae Monumenta Historica.
Assim como seu predecessor, o Livro Velho de Linhagens, e seu sucessor, o Livro de Linhagens do Conde D. Pedro, que dele se serviu, mais do que ser uma obra de simples genealogia, tem caráter ideológico e político. Segundo Maria do Rosário Ferreira,
"Na sequência do enquadramento sócio-ideológico do Livro Velho, tem sido reconhecida a estas obras, tão específicas da vivência nobiliárquica portuguesa medieval, um propósito denunciador e moderador da política anti-senhorial que, desde meados do reinado de Afonso III, vinha, com maior ou menor constância, caracterizando a ação régia de contenção e cerceamento dos privilégios da aristocracia guerreira. Consubstanciando esta ideia, verifica-se que, antes de entrar na matéria genealógica propriamente dita, cada um dos nobiliários apresenta um texto introdutório onde é possível discernir um conteúdo programático. De forma elíptica (LV), incisiva (LD) e persuasiva (LL), as vozes que assumem a enunciação desses paratextos fazem o anúncio de uma reclamação de prerrogativas e benesses propiciada pelo (re)conhecimento da vetustez e dos méritos das linhagens cuja prosápia se preparam para ostentar".